# Nancy
Nancy es una ciudad francesa, capital del departamento de Meurthe y Mosela y perteneciente a la región de Gran Este, en el noreste del país. Situada en el curso bajo del río Meurthe, cerca de su confluencia con el río Mosela, es un puerto fluvial de los canales Marne-Rin y París-Nancy.
La ciudad forma parte de la Metrópoli del Gran Nancy, que cuenta con veinte municipalidades por 256 655 habitantes.
Fue capital del ducado de Lorena. En los siglos XVI al XVIII se construyó la mayor parte de lo que hoy es el centro de la ciudad. En el corazón de Nancy se encuentra la Plaza Stanislas, antigua plaza real, del siglo XVIII, de estilo neoclásico, que debe su nombre actual al hombre que encargó su construcción, Stanislas Leszczynski, benefactor de la ciudad, el rey destronado de Polonia y último duque de Lorena que gobernó a mediados del siglo XVIII gracias a su yerno Luis XV.

## Historia
Se cree que, etimológicamente, el nombre Nancy proviene del celta "Nant", que puede significar, 'pantano', 'valle', 'río' o 'torrente', dependiendo del contexto. Todavía se oye la raíz celta Nant en diferentes lugares y ciudades, como Nantes, Nanteuil, Nantua, Nans-sous-Sainte-Anne, Nans y Les Nans. Los pueblos galos que habitaban los valles de montaña se llamaban a sí mismos Nantuates, por la definición de Nant = 'Valle'. Por otra parte, la terminación "Cy" proviene del galo y significa 'bosque', de la que también subsisten numerosos ejemplos en los nombres de otras ciudades y lugares en Francia, como Bercy, Coucy, Le Raincy, Sancy, Mancy, etcétera. Más tarde, y debido a la influencia latina, el nombre aparece escrito como Nanciacum en diferentes documentos medievales.
Se cree que Nancy fue fundada en el siglo IV.[cita requerida] Aunque todavía se menciona como un vado apenas poblado, sus progresos fueron lentos, aún en el siglo X tenía poca importancia. El primer testimonio escrito de Nancy conocido data del 29 de abril de 1073 en un documento perteneciente a Pibon, obispo de Toul, donde se menciona: Oldelrici advocati de Nanceio.
El ducado de la alta Lorena (la actual Lorena) era un territorio que pertenecía al Sacro Imperio Romano Germánico, que comprendía lo que había sido el antiguo reino Lotaringio, y fue cedido por su emperador Enrique III a Gerardo I de Alsacia, conde de Metz en 1048. La residencia de los duques se fijó en el poblado de Saint Dié hasta que en 1153 el duque Mateo I de Lorena traslada la capital a Nancy, que había pertenecido hasta ese momento a Drogo, hijo de Herman, senescal de Lorena.
Drogo cambió o permutó el castillo de Nancy por la castellanía de Rosières que pertenecía al duque de Lorena, con la condición de que él y sus descendientes podrían continuar ostentando el título de Señores de Nancy. Esta ciudad dependía en dicha época del conde de Champaña, que poseía feudos importantes en la diócesis de Toul.
Fue así como Nancy fue capital del ducado de Lorena desde 1153 hasta la desaparición del ducado en 1766 y su posterior anexión al Reino de Francia.
En el siglo XIII la liberación de las ciudades y comunas del yugo feudal se extiende por toda Lorena. Esta liberación fue concedida por una carta o texto conocido como Ley de Beaumont y le fue concedida a Nancy en 1261 por el duque Ferry III, quien además en 1288 libera a todos los siervos que quedaban en el ducado, lo que le valió una gran enemistad por parte de los barones de su reino.[cita requerida]
Diferentes guerras y conflictos se suceden a lo largo del siglo XIII entre las ciudades de Toul, Metz, Nancy, Vaudémont, entre el ducado de Lorena, el Ducado de Bar y Champaña. Sin embargo, a partir del siglo XV Nancy renace de sus cenizas dotada de ricas fortificaciones en piedra, no cesa de crecer y prosperar.
En 1298, el castillo ducal quita su plataforma al abrigo de las peligrosas crecidas del río la Meurthe (actual calle Lafayette) para instalarse como palacio al borde de la Grand-Rue. La influencia del arte galorromano de la Champaña y el arte germánico fueron determinantes en las arquitecturas religiosas y civiles.
Hasta el siglo XV, los duques trataron siempre de mantener un equilibrio entre el Reino de Francia y el Sacro Imperio Romano Germánico, garantizando la independencia del pequeño ducado. La artesanía y el comercio, tan activos en la ciudad, contribuyen a que Nancy llegue a ser una de las plazas de mercado y finanzas más importantes de Europa.[cita requerida] Justamente gracias a su posición geográfica como encrucijada entre las dos grandes potencias vecinas, el ducado posee su propia moneda, que es acuñada en la casa de monedas que ya cuenta la ciudad. Su influencia beneficia considerablemente el ducado. Por esta época se edifican importantes monumentos, como la colegiata de Saint-George en 1339, la puerta de la Craffe (segunda mitad del siglo XV) y el barrio de Saint-Dizier.
Cuando el duque Raul fundó la colegiata de Saint-George, en el interior de su palacio se estipuló que los duques de Lorena, al efectuar su primera entrada en Nancy, se dirigieran a caballo hacia aquella Colegiata y prestaran el juramento de observar los privilegios de la ciudad y de mantener las libertades de la colegiata.

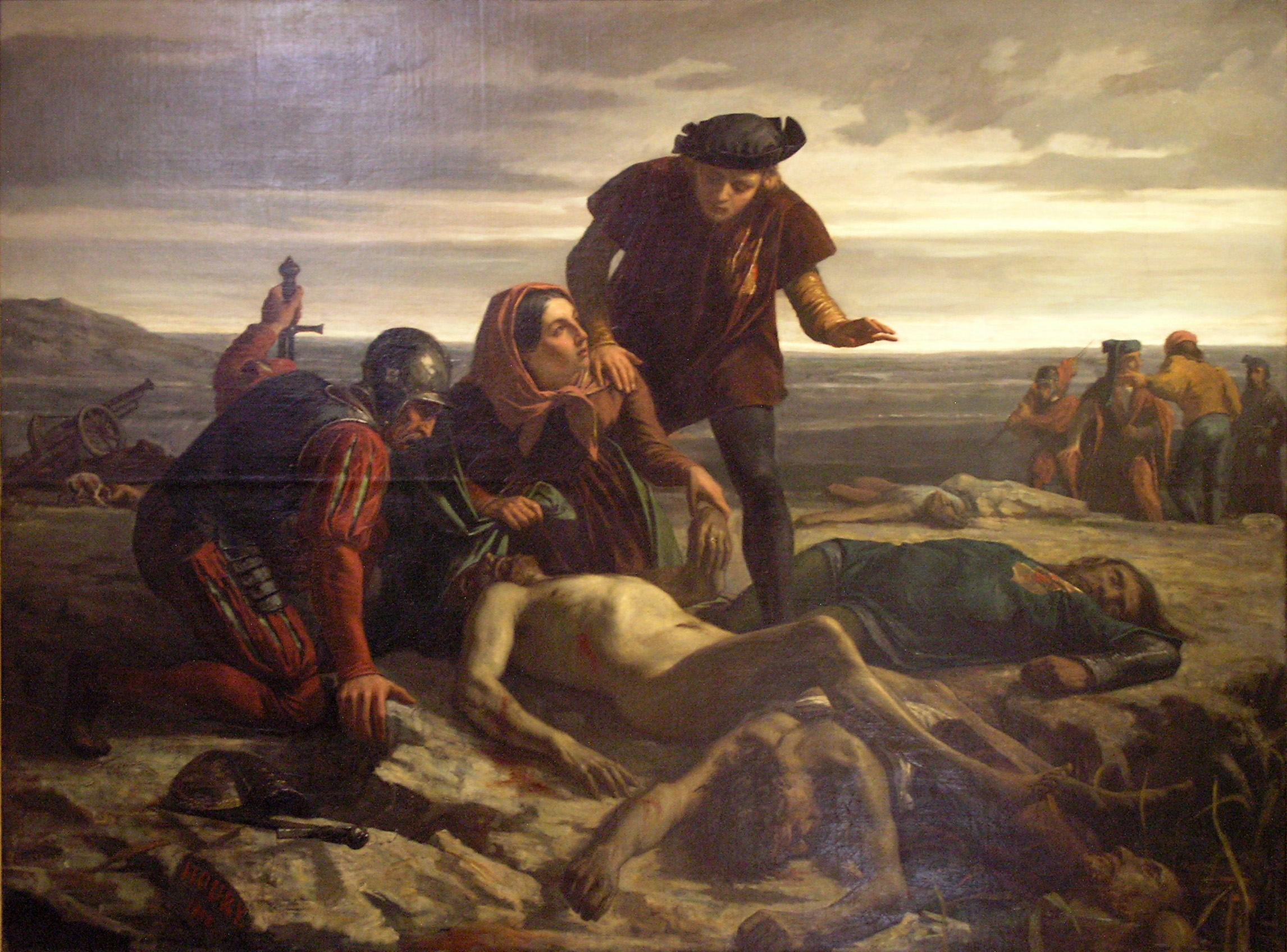
Pintura que muestra el momento en que el cuerpo de Carlos el Temerario es descubierto después de la Batalla de Nancy.

La guerra civil entre armagnacs y borgoñones sacudió la Lorena. Así, Carlos el Temerario, duque de Borgoña, sitió y conquistó Nancy en 1475, si bien una capitulación honrosa aseguró la conservación de sus privilegios e inmunidades, así como las de sus fortificaciones. Al cabo de un tiempo, Carlos el Temerario abandonó Nancy para dirigirse a Suiza, donde sufrió las derrotas de Grandson y Morat (1476). Aprovechando el vacío de poder, René II de Lorena reconquistó, por lo que Carlos el Temerario regresó en 1477 a tratar de salvar la ciudad y al pie de sus murallas se libró una sangrienta batalla en la que las tropas borgoñesas fueron derrotadas, perdiendo Carlos El Temerario la vida en la Batalla de Nancy, tras la cual, la ciudad regresó al señorío del Duque de Lorena.
El reconocimiento del duque al esfuerzo de su capital se evidenció en la construcción poco después de la iglesia franciscana de "Les Cordeliers", basílica consagrada en 1487 y que se convertiría en mausoleo de los duques de Lorena.
En el siglo XVI, Nancy tomó parte en algunos disturbios que agitaron Francia y Alemania en ese siglo, y algunos predicadores intentaron introducir el protestantismo, pero fueron rechazados por los duques de Lorena.[cita requerida]
El fin del siglo XVI y la primera parte del XVII muestran un ducado lorenés soberano e independiente, pero ambicionado por el rey de Francia, pues este se interponía entre sus fronteras y las del imperio germánico. Su propia posición estratégica entre dos grandes potencias - que antaño favorecía - pronto se volvería en contra del pequeño ducado. Las epidemias de peste sacudieron la ciudad. Sin embargo, ello no impidió que las artes florecieran en la pequeña capital gracias a la presencia de artistas de talla excepcional, como Jacques Callot, Claude Déruet, Jacques Bellange y Georges de la Tour.
En 1632, Carlos IV de Lorena dio asilo a Gastón de Orleans a pesar de las protestas del rey de Francia Luis XIII. Como consecuencia de ello, los ejércitos franceses sitiaron el ducado, y por consiguiente Nancy, en el año de 1632, produciéndose así la primera invasión francesa. La ciudad se defiende contra el invasor francés, pero la superioridad numérica llevó la victoria al bando galo.[cita requerida] Temiendo el duque una derrota casi segura, acordó la retirada de los franceses mediante un tratado, quienes evacuaron el ducado, pero posteriormente se negó a cumplir las condiciones que había jurado, por lo que el ejército francés volvió a Nancy. El duque pidió de nuevo la paz, pero el cardenal Richelieu exigió que abandonase Nancy. Aunque el duque quiso abdicar antes en favor de su hermano, el poderoso Cardenal no lo admitió y la ciudad de Nancy tuvo que rendirse el 24 de septiembre de 1633.[cita requerida]
Por un tratado posterior, Lorena fue cedida al duque Carlos pero siguió ocupada por los franceses hasta la Paz de los Pirineos en 1660, en que se le entregó de facto otra vez Lorena a Carlos IV. El 1 de septiembre de 1670, el ejército francés entró nuevamente en Nancy saqueando el palacio ducal y apoderándose de los archivos y del Tribunal de Cuentas.[cita requerida] Carlos V de Lorena se esforzó por reparar la ciudad sometida a tantos asedios y levantó nuevos monumentos, protegió el comercio y dio a Nancy nueva importancia, lo que cual generó una gran admiración de los ciudadanos por la Casa de Lorena.[cita requerida]
El ducado de la Lorena y su capital Nancy recuperaron su soberanía e independencia en 1698 a través del tratado de Ryswick. El duque Leopoldo I realizó una nueva campaña de reconstrucción de la ciudad, dotándola de nuevas murallas defensivas, una nueva iglesia (Iglesia de Saint-Sebastien), una ópera y todo tipo de edificios de lujo encargados por la nobleza lorenesa y la alta burguesía.

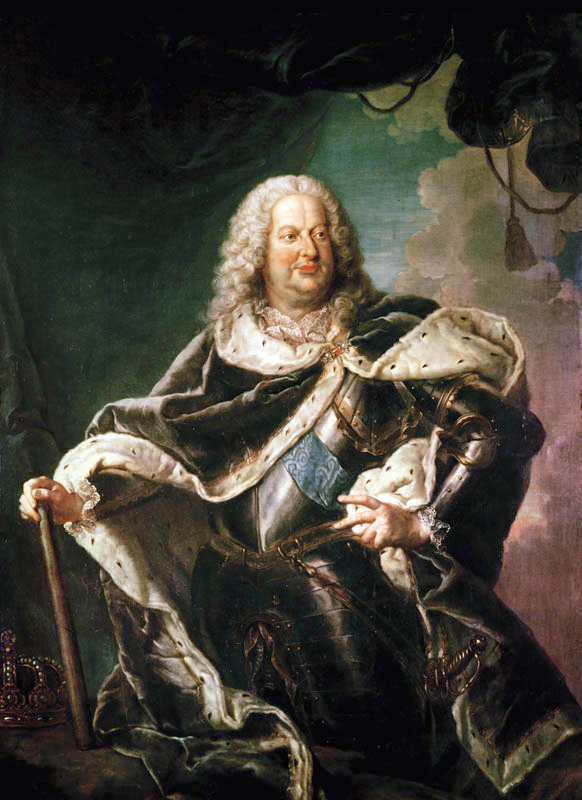
Retrato de Estanislao I Leszczynski

El hijo de Leopoldo François se casa en 1736 con María Teresa I de Austria e intercambia con el rey de Francia Luis XV el ducado de Lorena por la Toscana, lo que provoca un gran descontento popular en el ducado y algunos levantamientos contra la imposición de la dominación francesa. Por este motivo, Luis XV lleva a cabo un proceso de transición y afrancesamiento del ducado y nombra a su yerno, el exrey de Polonia exiliado Estanislao I Leszczynski, en adelante duque de Lorena. A pesar de que el nuevo duque comenzó a gobernar con reticencia por parte de los ciudadanos y la nobleza, la administración de Stanislas fue favorable, levantándose nuevos edificios y las puertas triunfales de la ciudad dedicadas a Luis XV. La famosa Plaza Stanislas (antigua Plaza Real) data de esta época, así como las grandes transformaciones urbanísticas que hoy caracterizan a buena parte de la ciudad. A la muerte del Duque Stanislas en 1766, el ducado de Lorena y su capital Nancy se convierten en provincia de Francia.
La Universidad de Pont-à-Mousson, primera universidad de Lorena, fundada en 1572, es trasladada en 1768 a Nancy e instalada en los antiguos edificios del colegio real.
Finalmente, la ciudad de Nancy se adhirió al movimiento general de la revolución francesa en 1789.[cita requerida]
Nancy conoció un renacimiento cuando en 1871 Francia, a través del Tratado de Fráncfort, cedió al Imperio Alemán los departamentos franceses que conformaban Alsacia y el norte de Lorena. La frontera alemana se acercó a sólo 15 km de Nancy, por lo que la ciudad ve entonces aumentar considerablemente su población al convertirse en una ciudad fronteriza y recibir parte de la población que decide abandonar los territorios cedidos.
La inmigración masiva de alsacianos implicó una explosión demográfica en la ciudad, así como un resurgimiento económico, con lo que se desarrollan la industria química y siderúrgica.
En 1894 se inició el movimiento artístico conocido como Escuela de Nancy. Esta expresión artística se refleja sobre todo en la arquitectura Art Nouveau de edificios de carácter civil, como la Cámara de Comercio, la villa Majorelle, el café Excelsior e incluso una ciudad jardín: el parque de Saurupt. Algunos artistas destacados de este movimiento fueron Émile Gallé, Jacques Majorelle, Eugène Vallin, Jacques Gruber, Jean Prouvé, Jean Daum, etcétera.
En 1954, después de las dos guerras mundiales, Nancy conoce un nuevo renacer demográfico y diversos planes de urbanización se llevan a cabo. Así, se crea la ciudadela de Haut du Lievre, obra del arquitecto Zehrfuss. Cinco años después, los municipios que rodean la ciudad histórica de Nancy fueron reunidos creando la Comunidad Urbana de Gran Nancy.
En 1983, el conjunto arquitectural del siglo XVIII, Plaza Stanislas, Plaza de la Carriere y la vieja ciudad, son nombrados Patrimonio de la Humanidad por la Unesco.
En 2005 la ciudad fue sede una de las cumbres del llamado Triángulo de Weimar.

## Clima
| Parámetros climáticos promedio de Nancy-Tomblaine (Les Ensanges, altitud 217m, normales 1991–2020, extremos 1927–presente) | Parámetros climáticos promedio de Nancy-Tomblaine (Les Ensanges, altitud 217m, normales 1991–2020, extremos 1927–presente) | Parámetros climáticos promedio de Nancy-Tomblaine (Les Ensanges, altitud 217m, normales 1991–2020, extremos 1927–presente) | Parámetros climáticos promedio de Nancy-Tomblaine (Les Ensanges, altitud 217m, normales 1991–2020, extremos 1927–presente) | Parámetros climáticos promedio de Nancy-Tomblaine (Les Ensanges, altitud 217m, normales 1991–2020, extremos 1927–presente) | Parámetros climáticos promedio de Nancy-Tomblaine (Les Ensanges, altitud 217m, normales 1991–2020, extremos 1927–presente) | Parámetros climáticos promedio de Nancy-Tomblaine (Les Ensanges, altitud 217m, normales 1991–2020, extremos 1927–presente) | Parámetros climáticos promedio de Nancy-Tomblaine (Les Ensanges, altitud 217m, normales 1991–2020, extremos 1927–presente) | Parámetros climáticos promedio de Nancy-Tomblaine (Les Ensanges, altitud 217m, normales 1991–2020, extremos 1927–presente) | Parámetros climáticos promedio de Nancy-Tomblaine (Les Ensanges, altitud 217m, normales 1991–2020, extremos 1927–presente) | Parámetros climáticos promedio de Nancy-Tomblaine (Les Ensanges, altitud 217m, normales 1991–2020, extremos 1927–presente) | Parámetros climáticos promedio de Nancy-Tomblaine (Les Ensanges, altitud 217m, normales 1991–2020, extremos 1927–presente) | Parámetros climáticos promedio de Nancy-Tomblaine (Les Ensanges, altitud 217m, normales 1991–2020, extremos 1927–presente) | Parámetros climáticos promedio de Nancy-Tomblaine (Les Ensanges, altitud 217m, normales 1991–2020, extremos 1927–presente) |
| Mes | Ene. | Feb. | Mar. | Abr. | May. | Jun. | Jul. | Ago. | Sep. | Oct. | Nov. | Dic. | Anual |
| --- | --- | --- | --- | --- | --- | --- | --- | --- | --- | --- | --- | --- | --- |
| Temp. máx. abs. (°C) | 16.8 | 20.8 | 26.0 | 29.3 | 33.0 | 37.2 | 40.1 | 39.3 | 34.4 | 27.2 | 22.7 | 18.5 | 40.1 |
| Temp. máx. media (°C) | 5.4 | 7.1 | 11.6 | 15.8 | 19.8 | 23.5 | 25.8 | 25.4 | 20.9 | 15.5 | 9.4 | 6.0 | 15.5 |
| Temp. media (°C) | 2.6 | 3.5 | 6.9 | 10.2 | 14.2 | 17.9 | 20.0 | 19.6 | 15.6 | 11.3 | 6.4 | 3.5 | 11.0 |
| Temp. mín. media (°C) | −0.2 | 0.0 | 2.1 | 4.5 | 8.7 | 12.2 | 14.2 | 13.9 | 10.2 | 7.1 | 3.4 | 1.0 | 6.4 |
| Temp. mín. abs. (°C) | −21.6 | −24.8 | −15.9 | −6.8 | −4.2 | 1.6 | 2.0 | 2.8 | −1.3 | −7.9 | −12.7 | −21.3 | −24.8 |
| Precipitación total (mm)                                                                                                   | 64.4 | 54.8 | 54.1 | 44.3 | 67.9 | 56.0 | 63.0 | 67.2 | 61.1 | 66.5 | 68.9 | 78.1 | 746.3 |
| Días de precipitaciones (≥ 1.0mm)                                                                                          | 11.1 | 9.8 | 9.4 | 8.5 | 10.1 | 9.1 | 9.5 | 9.0 | 9.0 | 10.8 | 11.4 | 12.6 | 120.2 |
| Días de nevadas (≥ 1 mm)                                                                                                   | 8.0 | 6.7 | 4.5 | 1.8 | 0.1 | 0.0 | 0.0 | 0.0 | 0.0 | 0.1 | 3.4 | 6.1 | 30.7 |
| Horas de sol | 52.4 | 80.1 | 139.6 | 181.2 | 205.6 | 223.5 | 234.8 | 219.4 | 171.9 | 104.6 | 52.1 | 43.2 | 1708.3 |
| Humedad relativa (%) | 87 | 83 | 78 | 74 | 75 | 75 | 75 | 77 | 81 | 86 | 87 | 87 | 80.4 |
| Fuente n.º 1: Météo France                                                                                                 | | | | | | | | | | | | | |
| Fuente n.º 2: Infoclimat.fr (humedad y días con nieve 1961-1990)                                                           | | | | | | | | | | | | | |

## Economía
Gozan de gran nombre comercial los hermosos bordados que salen de sus talleres. Nancy posee también industrias textiles, fábricas de paños, botones, tejidos de algodón, tenerías, papel pintado, bujías, bolas de acero conocidas como bolas de Nancy, industria química y metalúrgica.
Nancy es una ciudad comercial que entrelaza el este de Europa con Francia. Posee grandes edificios de oficinas, numerosos comercios, producción de granos, vinos, aceite, cuero, lana, etc. Hay que destacar algunos productos típicos de la ciudad, como las bergamotas de Nancy, el licor de Mirabelle, así como los famosos macarrones de Nancy aparecidos en 1793 y cuyo secreto de fabricación aún se trasmite de generación en generación de reposteros.

## Demografía
| 29 141 | 28 227 | 30 532 | 29 241 | 35 901 | 31 445 | 38 795 | 40 289 | 48 199 | 49 305 | abs. | 52 978 | 66 303 | 73 225 | 79 038 | 87 110 | 96 306 | 102 559 | 110 570 | 119 949 | 113 226 | 114 491 | 120 578 | 121 301 | 113 477 | 124 797 | 128 677 | 123 428 | 107 902 | 96 317 | 99 351 | 103 605 | 105 400 | 105 349 |
| Para los censos de 1962 a 1999 la población legal corresponde a la población sin duplicidades (Fuente: INSEE [Consultar]) |        |        |        |        |        |        |        |        |        |      |        |        |        |        |        |        |         |         |         |         |         |         |         |         |         |         |         |         |        |        |         |         |         |

## Educación superior
- ICN Business School

## Cultura

### La escuela de Nancy
La explosión económica que conoció la región cuando en 1871 Francia la cedió al Imperio alemán atrajo a artistas e intelectuales. Es en ese periodo que los artistas del movimiento artístico conocido la Escuela de Nancy se inspiran en las ciencias de la naturaleza que está siempre presente en las obras de Émile Gallé y Louis Majorelle.
El movimiento exportó sus obras y artistas alcanzando una dimensión internacional y exportando técnicas, ideas y estilos en el art nouveau puramente de Nancy. La llegada de la Primera Guerra Mundial afectó la continuidad del movimiento, dejando en la ciudad una huella arquitectónica notable.

### Heráldica
La ciudad de Nancy lleva como escudo de armas, sobre fondo plateado, una planta de cardo en verde sinople arrancada de raíz florecida en color púrpura, con dos hojas extendidas como brazos a punto de picar.
El cardo es el símbolo de Nancy y fue adoptado luego de la victoria de la ciudad frente al asalto de Carlos el Temerario en 1477, junto al lema en latín "Non inultus premor" "Qui s'y frotte s'y pique" en francés y que traducido al castellano significa "si buscas problemas los encontrarás".
En el centro del escudo está representado el blasón de Lorena adoptado en 1538 y los otros escudos adquiridos por la ciudad a lo largo de su historia.

### Monumentos

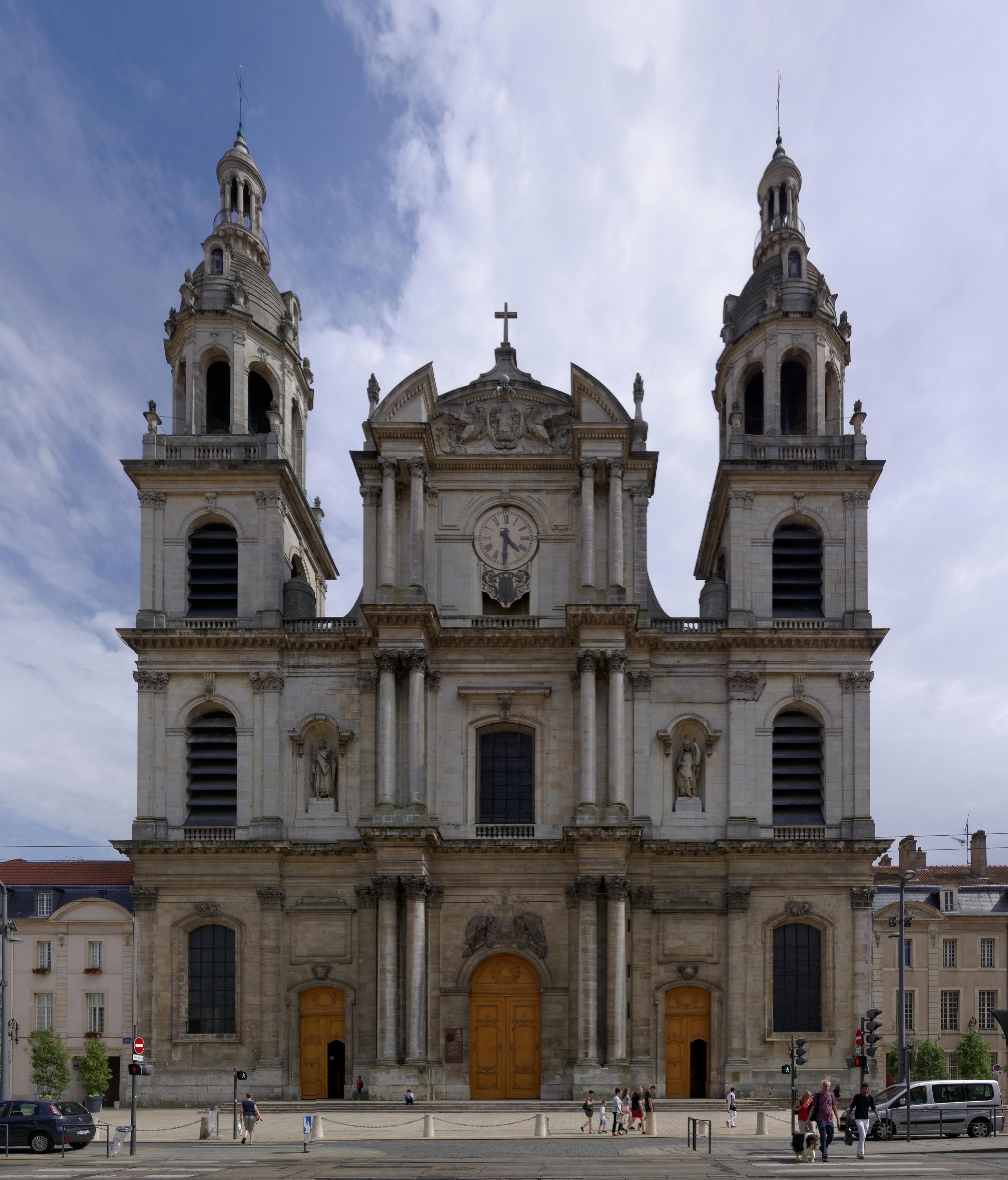
Catedral de Nancy

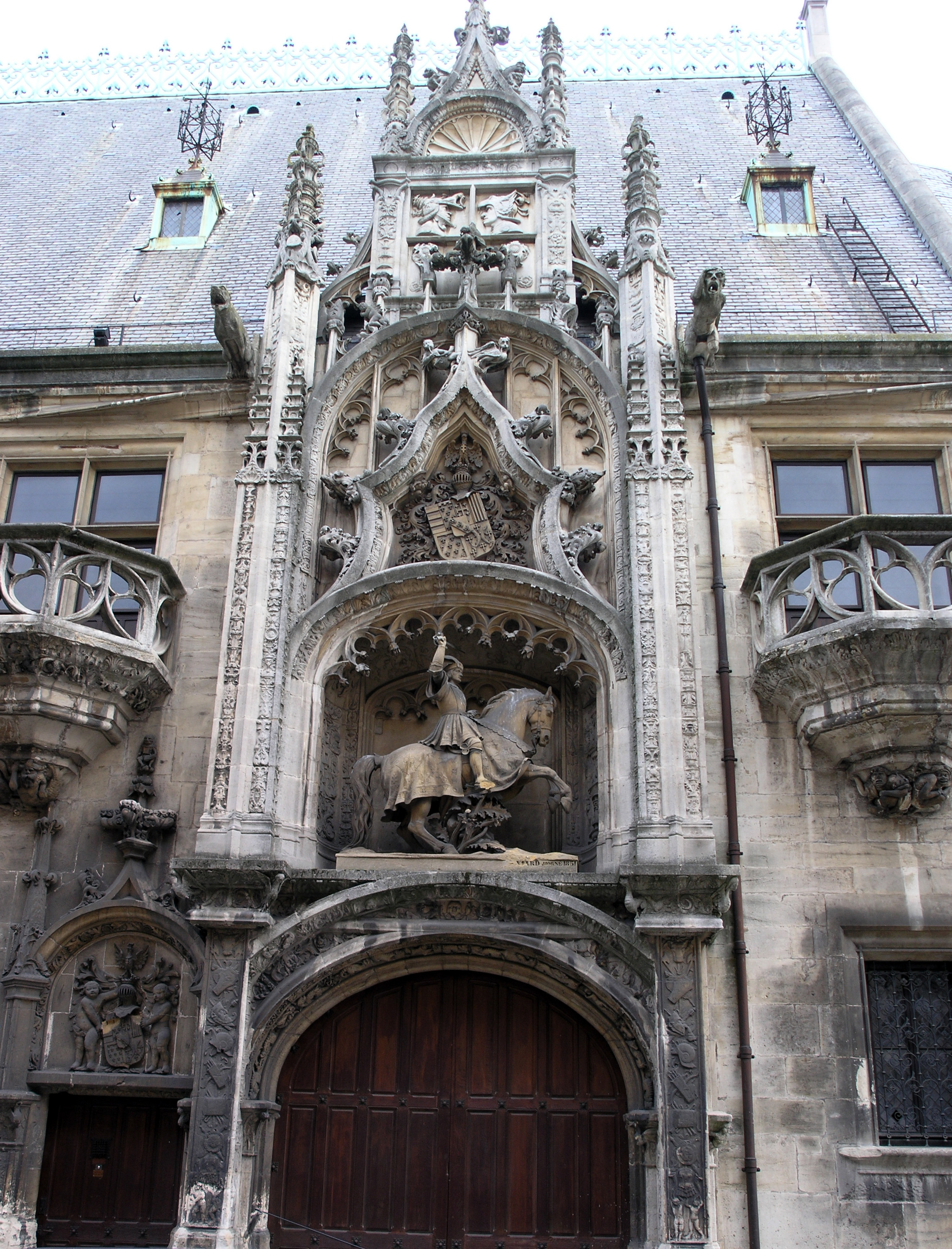
Puerta del palacio Ducal,

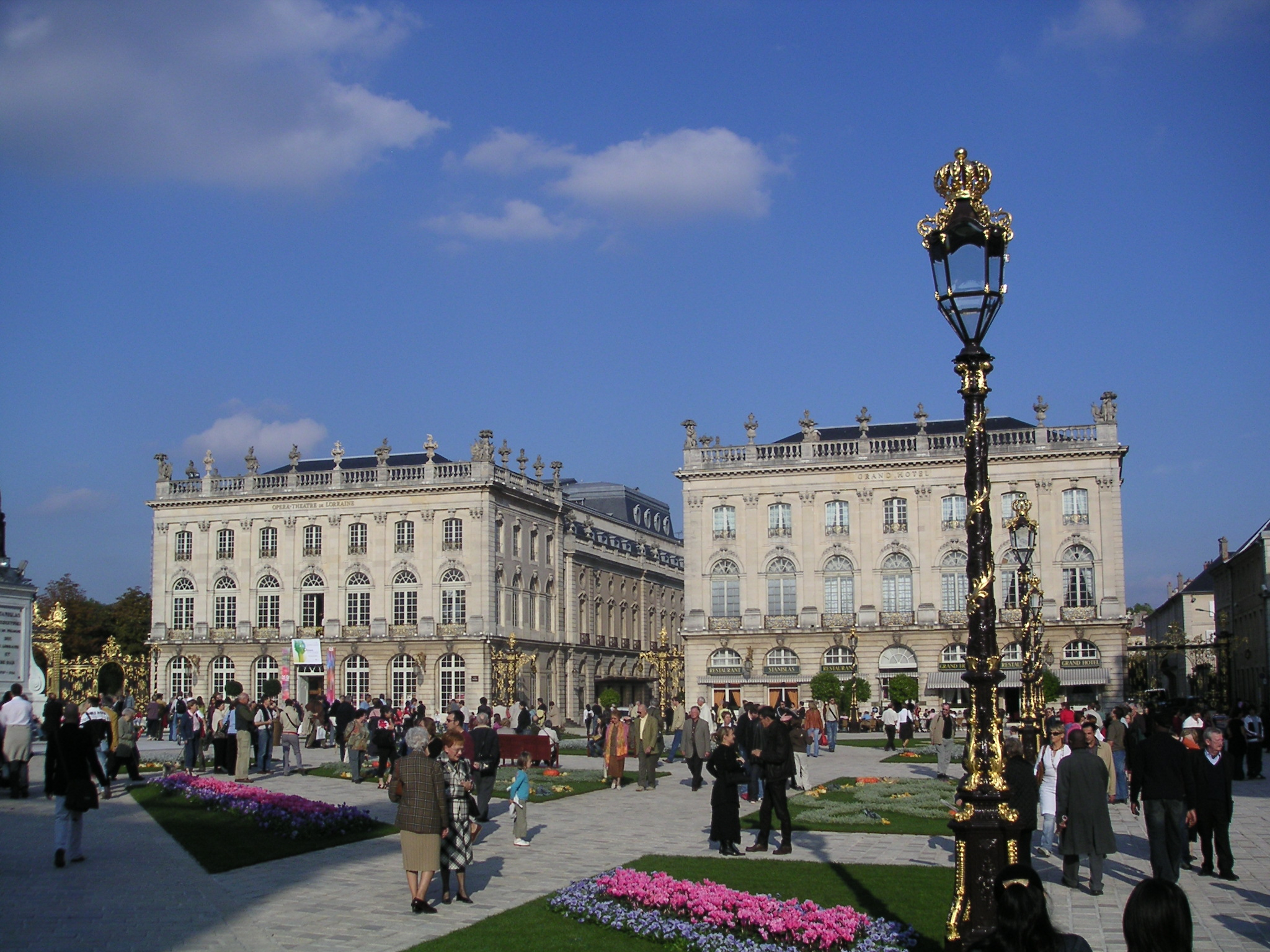
Plaza Stanislas

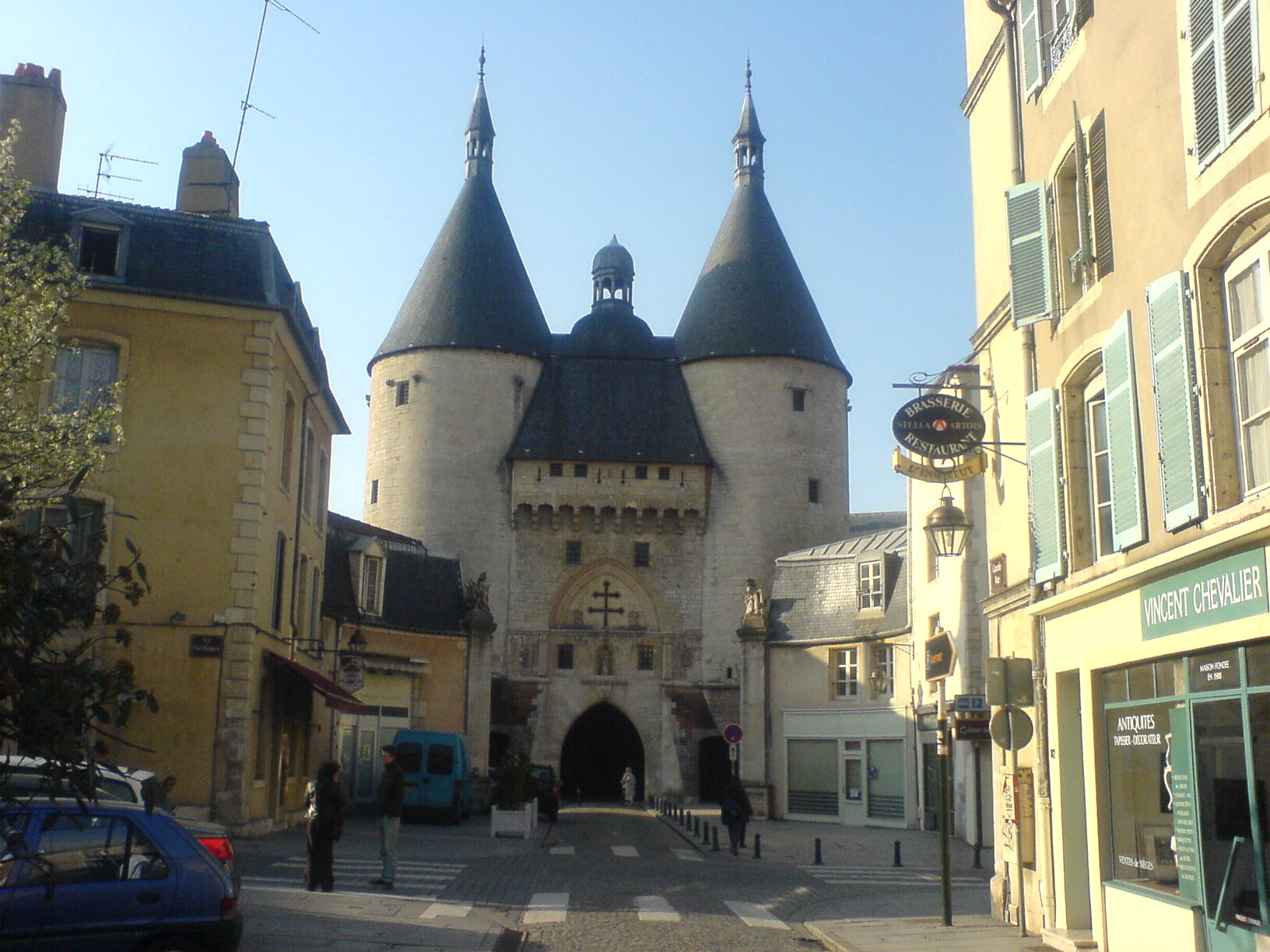
Puerta de la Craffe

- La plaza Stanislas, la plaza de la Carrière y la plaza de Alliance fueron declaradas por la Unesco Patrimonio de la Humanidad en 1983.

Entre los monumentos más notables cabe citar:
- Iglesia de los Franciscanos: Donde se encuentra la capilla ducal y los sepulcros de los duques de Lorena, destruidos durante la Revolución y reparados en la época de la restauración.
- Catedral de Nancy: los primeros planos fueron encargados en 1700 a Giovanni Betto (autor de la iglesia de Saint-Dié y de obras encargadas por diversas congregaciones religiosas) y fue el hermano del duque, François, quien puso la primera piedra. De 1709 a 1715 se interrumpieron los trabajos. Betto fue muy criticado por el gran arquitecto francés Jules-Hardouin Mansart, que recomendó equilibrar los volúmenes con una cúpula con linterna en la encrucijada del crucero. Esto no impidió que el arquitecto trabajara en la obra hasta 1722, fecha de su muerte. Germain Boffrand acabó entonces las obras con menos gastos (entre otras cosas, sin la cúpula). Le debemos el dibujo de las torres con linterna (1729) y el de las sillas del coro. La catedral no dejó de ser distinguida y en 1867 accedió a categoría de basílica privilegiada. El tesoro de la catedral reúne objetos litúrgicos atribuidos a San Gauzelain, obispo de Toul: evangeliario del siglo IX con una encuadernación del siglo siguiente; peine litúrgico, cáliz, patena y placa de marfil del siglo X, cruces esmaltadas de Limoges del siglo XIII; estola de San Charles-Borromée, relicario del siglo XVII y piezas litúrgicas de plata de los siglos XVII y XVIII.
- Palacio de los duques de Lorena: cuando René II fue, por fin, dueño de sus Estados liberados de Carlos el Temerario, percibió que el castillo de sus antepasados estaba cayendo en ruinas; en 1502 mandó construir un conjunto de nuevas viviendas en la alineación de la colegiata Saint-Georges. La concepción del futuro palacio se debe a Jacques de Vaucouleurs que dirigió la obra hasta 1522; las obras prosiguieron bajo los reinados del hijo de René, Antoine, y no se terminaron hasta el reinado de Carlos III. El estilo muy característico del Primer Renacimiento, llamado también “Gótico de transición”, reúne aquí decorados italianizantes y estructuras marcadas todavía por la Edad Media, como vemos en las balaustradas de los balcones y en las gárgolas, así como en el patio interior, en el recurso a arcos terciarios y contrafuertes rematados con pináculos góticos. Los ajimeces, los medallones figurados del patio, la moldura con espirales que corre a lo largo de la fachada sobre calle, los bajos de los balcones (muy restaurados) son típicos del Renacimiento. La Sociedad de Arqueología instaló en 1848 un Museo en el Palacio abandonado que había servido primero de cuadras y luego de cuartel a los gendarmes.
- Plaza y basílica de Saint Epvre: el edificio gótico, elevado entre 1436 y 1451, y escrupulosamente orientado, fue arrasado en 1863 para que se le pudiera sustituir por una basílica de estilo ojival con coro orientado hacia el sur. El proyecto de Prosper Morey (1805-1886), arquitecto municipal, fue seleccionado y él trabajó en el nuevo Saint-Epvre de 1862 a 1875. El sacerdote Simón, cura de Saint-Epvre, lanzó una suscripción pública para hacer frente a las obras; su sucesor a partir de 1865, el cura Trouillet, prosiguió su obra solicitando apoyo a los poderosos entre la élite lorenesa y la nobleza europea. El emperador François-Joseph ofreció la gran escalera de acceso y vidrieras en las que aparece representado, así como su esposa, bajo las facciones de San Francisco y de Santa Isabel. Las vidrieras ofrecidas por Napoleón III y la Emperatriz los representan como San Luis y Santa Eugenia (vidrieras con los rostros retocados después de 1870).
- Plaza Stanislas: "antigua plaza real Luis XV", es considerada la plaza real más bella de Europa. Hasta mediados del siglo XVII, una amplia explanada separaba la Ciudad Antigua de la Ciudad Nueva de Nancy. Stanislas Leczinski, antiguo rey de Polonia, al convertirse en duque de Lorena en 1737 proyectó establecer en este lugar una plaza destinada a honrar y glorificar a su yerno, el rey de Francia Luis XV. Primera de todas las plazas reales francesas, simboliza la imagen de carácter real y acoge las fiestas populares. Stanislas y su arquitecto Emmanuel Héré eligieron para esta plaza un lugar ideal. En el centro de esta plaza, se elevaba una estatua de bronce, obra de Barthélémy Guibal y Paul-Louis Cyfflé, que representaba a Luis XV vestido con un traje a la antigua. La estatua y sus alegorías desaparecieron durante la Revolución y en 1831 se inauguró una nueva estatua que representaba a Stanislas (obra del "premio de Roma" Jacquot).
- Puerta de la Craffe: la puerta monumental de La Craffe demuestra la calidad del recinto protector de la ciudad a finales del siglo XIV. En efecto, sus dos torres gemelas, edificadas en 1463, cuentan con paredes de tres metros de espesor que resistieron los asedios de la ciudad en 1476 y 1477 por Carlos el Temerario. Las ventanas estaban dispuestas para poder disparar en todas las direcciones; cuervos de piedra sostenían antaño postigos que protegían a los defensores colocados en estos huecos. Las entradas norte y sur estaban rematadas por una muralla almenada que permitía bombardear a los agresores con proyectiles, aceite y pez hirviendo. La entrada norte fue considerablemente modificada desde su creación. En el siglo XVII, los ocupantes franceses drenaron las aguas del arroyo de Boudonville para llenar los fosos.
- Biblioteca municipal, establecida en 1750 alberga alrededor de 400 000 documentos, libros, mapas, planos y grabados.

La ciudad también tiene muchos otros edificios religiosos recientes, nuevas parroquias o iglesias que sustituyeron a edificios más antiguos: del siglo XIX, iglesias de San Jorge, San León de Nancy, San Pedro, San Nicolás, San Vicente y Santa Fiacre, San José, San Mansuy; y en el siglo XX, la basílica del Sagrado Corazón de principios del siglo XX, la basílica de Nuestra Señora de Lourdes y la iglesia de San Vincente de Paul.

## Deportes
El club de fútbol local, AS Nancy-Lorraine, se desempeña en la tercera división del fútbol francés, el Championnat National. Sus partidos de local los juega en el Stade Marcel Picot.

## Hermanamientos
- Cincinnati, Estados Unidos.
- Kanazawa, Japón.
- Karlsruhe, Alemania.
- La Crosse, Estados Unidos.
- Lieja, Bélgica.
- Lublin, Polonia.
- Padua, Italia.
- Newcastle upon Tyne, Reino Unido.
- Kiryat Shemona, Israel.